# The Critic (film, 2019)
Pour les articles homonymes, voir The Critic.
Pour plus de détails, voir Fiche technique et Distribution.
The Critic est un thriller psychologique américain écrit et réalisé par Stella Velon. Il raconte l'histoire d'une actrice qui se retrouve confrontée à son critique le plus sévère lors d'une interview qui tourne mal. Le film met en vedette Stella Velon et Alan Smyth, et explore les thèmes de la célébrité, de la toxicomanie, de la santé mentale et du syndrome de l'imposteur. The Critic a eu sa première mondiale au Festival du film de Boston en septembre 2018. Il a été diffusé en première sur Amazon Prime Video aux États-Unis en juin 2019 dans le cadre du festival inaugural d'Amazon Studios consacré aux cinéastes américains issus de milieux défavorisés et minoritaires, le All Voices Film Festival, où The Critic a été primé parmi les cinq lauréats,.
En 2020, le film a été nommé pour un Webby Award parmi 13 000 entrées dans le monde entier dans la catégorie Meilleure performance individuelle,.

## Synopsis
Une jeune actrice au passé troublé se fait interviewer après avoir été récompensée d'un prix important pour son interprétation dans un film  traitant des sujets difficiles tels que la dépendance et la toxicomanie. L'interview prend une mauvaise tournure et s'avère être bien plus que cela. The Critic offre un regard sur le côté caché de la notoriété et sert de commentaire social sur la valeur que nous accordons à l'art.

## Fiche technique
- Titre original : The Critic
- Réalisation, scénario, et dialogue : Stella Velon
- Musique : Asaf Sagiv
- Photographie : Akis Konstantakopoulos
- Son : Yagmur Kaplan
- Montage : Ivan Andrijanic
- Production : Jean Gabriel Kauss, Stella Velon
- Sociétés de production : The Punk Floyd Company
- Sociétés de distribution[6] : Amazon Prime Video (États-Unis) (Royaume-Uni) ; Omeleto
- Pays de production :  États-Unis
- Langue originale : anglais
- Format[7] : Couleur
- Genre : drame, thriller psychologique
- Durée : 15 minutes
- Dates de sortie[8] :
  - États-Unis : 22 septembre 2018 (Festival du film de Boston) ; 3 juin 2019 (Amazon Prime Video) ;
  - Royaume-Uni : 1er juillet 2019 (Amazon Prime Video) ;

## Distribution
- Stella Velon :  l'actrice
- Alan Smyth : l'intervieweur
- Todd Karner : le réalisateur

## Accueil
The Critic a reçu des critiques à 5 étoiles de UK Film Review et Indie Shorts Mag. The Independent Critic donne une note de 3,5/4 et Film Threat lui a attribué 8 étoiles sur 10, décrivant la performance de Velon comme étant « excellente et poignante. »
One Film Fan a appelé The Critic, « Un exercice à la fois calme et féroce, dramatiquement puissant, bouleversant et palpable, dans ce qui pourrait bien être l'un des regards introspectifs les plus percutants sur les réalités que l'on trouve dans la vie des stars. »  
The Independent Critic a décrit le film comme « une histoire remarquablement poignante qui parvient d'une manière ou d'une autre à parcourir un large spectre émotionnel tout en livrant une histoire complète dans sa modeste durée de 15 minutes. »
UK Film Review a qualifié le film de « une pièce de cinéma particulièrement poignante dans le climat social actuel. » Indie Shorts Mag a élu le film « Choix de la Rédaction — Le meilleur de l'année 2018 ! »  écrivant : « De tous les films de 2018, le meilleur devait être The Critic, pour son incroyable contenu et sa cohérence en matière de performance et d'exécution de tous les côtés. »
Sur le site agrégateur de critiques Letterboxd, le film détient une note moyenne de 3,4/5 calculée sur 121 avis.

## Distinctions
| Organisme                                     | Année | Catégorie                                                      | Présélectionné(es) | Résultat    | Références |
| --------------------------------------------- | ----- | -------------------------------------------------------------- | ------------------ | ----------- | ---------- |
| The Webby Awards                              | 2020  | Meilleure Performance Individuelle                             | Stella Velon       | Nommée      | [ 4 ]      |
| W3 Awards                                     | 2020  | Meilleure Performance Individuelle - Prix d'or                 | Stella Velon       | Récompensée | [ 16 ]     |
| Arpa International Film Festival              | 2020  | Meilleur court-métrage                                         | The Critic         | Nommé       | [ 17 ]     |
| All Voices Film Festival d'Amazon Prime Video | 2019  | Premier prix Runner-up                                         | The Critic         | Récompensé  | ,          |
| Method Fest Independent Film Festival         | 2019  | Meilleur court-métrage                                         | The Critic         | Récompensé  | [ 19 ]     |
| Method Fest Independent Film Festival         | 2019  | Meilleure actrice                                              | Stella Velon       | Nommée      | [ 20 ]     |
| Festival Angaelica X Catalyst Content         | 2019  | Meilleure performance « révélation » Best Breakout Performance | Stella Velon       | Récompensée | [ 21 ]     |
| London Independent Film Festival              | 2019  | Meilleur court-métrage                                         | The Critic         | Nommé       | [ 22 ]     |
| Independent Film Awards                       | 2019  | Meilleur court-métrage - Mention spéciale                      | The Critic         | Récompensé  | [ 23 ]     |
| Queen Palm International Film Festival        | 2019  | Grand Prix du Jury                                             | The Critic         | Récompensé  | [ 21 ]     |
| Queen Palm International Film Festival        | 2019  | Meilleur court-métrage (premier film)                          | The Critic         | Récompensé  | [ 21 ]     |
| Queen Palm International Film Festival        | 2018  | Meilleure actrice (Prix d'Or)                                  | Stella Velon       | Récompensée | [ 21 ]     |
| Sunscreen Film Festival                       | 2019  | Meilleur court-métrage « breakout » Best Breakout Short        | The Critic         | Nommé       | [ 24 ]     |
| UK Film Review Awards                         | 2018  | Meilleure réalisatrice                                         | Stella Velon       | Récompensée | [ 25 ]     |
| Festival du film de Boston                    | 2018  | Meilleur court-métrage                                         | The Critic         | Nommé       | [ 21 ]     |

## Article annexe
- Psychotrope au cinéma et à la télévision